# 尤里·赫里斯托拉德诺夫
尤里·尼古拉耶维奇·赫里斯托拉德诺夫（俄语：Юрий Николаевич Христораднов，1929年11月21日—2018年10月16日），苏联党和国家领导人。曾任苏共高尔基（下诺夫哥罗德）市委第二、第一书记，高尔基州委第一书记，苏联最高苏维埃联盟院主席等职务。

## 生平
- 1929年11月21日出生在雅罗斯拉夫尔州图塔耶夫区的一个农民家庭。
- 1944年-1949年，雅罗斯拉夫尔汽车机械技术学校学习。
- 1949年-1952年，高尔基市莫洛托夫汽车厂工人、工长。1951年加入联共（布）。[2]
- 1952年-1958年，高尔基市莫洛托夫汽车厂铸造厂厂长助理、科长。
- 1958年-1960年，高尔基市莫洛托夫汽车厂铸造厂副厂长。1959年毕业于全苏财经函授学院。
- 1960年-1963年，苏共高尔基市莫洛托夫汽车厂铸造厂党组书记。
- 1963年-1966年，苏共高尔基市阿夫托扎沃德斯基区委第一书记。
- 1966年-1968年4月，苏共高尔基市委第二书记。
- 1968年4月-1974年5月，苏共高尔基市委第一书记。
- 1974年5月-1988年6月，苏共高尔基州委第一书记。
- 1988年5月-1989年5月，苏联最高苏维埃联盟院主席。
- 1989年6月-1991年1月，苏联部长会议宗教事务委员会主席。[3]
- 1991年1月起退休，享受莫斯科市养老金待遇。
- 2018年10月16日于莫斯科逝世，享年88岁。葬于下诺夫哥罗德。[4]

赫里斯托拉德诺夫是苏共25-27大代表，第25-27届中央委员；第9-11届苏联最高苏维埃联盟院代表。

## 荣誉
- 两次列宁勋章
- 十月革命勋章
- 荣誉勋章